# Марченко Леонід Леонідович
Леонід Леонідович Марченко (* 16 січня 1938, Київ, Українська РСР) — український актор театру і кіно. Заслужений артист України.

## Біографія
Народився в родині службовця. Закінчив акторське відділення театральної студії Київського українського драматичного театру ім. І. Франка (1961) та театрознавчий факультет Київського державного інституту театрального мистецтва ім. І. Карпенка-Карого (1976). 
Був актором Київської студії телебачення. 
З 1963 р. — актор Київського театру юного глядача.
Член Національної спілки кінематографістів України.

## Фільмографія
Акторські кінороботи
- «Морська чайка» (1961, Жорка-одесит)
- «З днем народження» (1961, Костя Брикін)
- «Роки дівочі» (1961, Білявий)
- «Лісова пісня» (1961, Куць)
- «Суд іде» (1963, епізод)
- «Юнга зі шхуни „Колумб“» (1963, епізод)
- «Карти» (1964, Яким)
- «Вулиця тринадцяти тополь» (1969, Бобошко)
- «Дім з привидами» (Микита)
- «Тут нам жити» (1972, епізод)
- «Як гартувалась сталь» (1973, епізод)
- «В бій ідуть одні „старики“» (1973, Савчук)
- «Стара фортеця» (1973)
- «Юркові світанки» (1974, Павка)
- «Ральфе, здрастуй!» (1975, міліціонер)
- «Час — московський» (Петренко)
- «Така вона, гра» (1976, Рудий)
- «Ати-бати, йшли солдати…» (1976, Льоня Лавкін)
- «Ой не ходи, Грицю, та й на вечорниці» (1978)
- «Дачна поїздка сержанта Цибулі» (1979)
- «Київські прохачі» (1992)
- «Сад Гетсиманський» (1993)
- «Посмішка звіра» (1998)
- «Прощання з Каїром» (2002)
- «Солодкі сни» (2006)
- «Хлібний день» (2009)
- «При загадкових обставинах» (2009)
- «Небесні родичі» (2011)
- «Доярка з Хацапетівки-3» (2011)
- «Нюхач» (2013)
- «Дорога на Захід» (2014) та ін.